# ستيفن ستراسبورغ

ستيفن ستراسبورغ (مواليد 20 يوليو 1988) هو لاعب كرة القاعدة أمريكي يلعب في نادي واشنطن ناشونالز.